# یژی پوپیه‌وشکو
یژی پوپیه‌وُشکو (لهستانی: Jerzy Popiełuszko؛ ‏ تلفظ لهستانی: [ˈjɛʐɨ popʲɛˈwuʂkɔ]؛ ‏ ۱۴ سپتامبر ۱۹۴۷ – ۱۹ اکتبر ۱۹۸۴) قدیس مسیحی اهل لهستان بود که با اتحادیه همبستگی سولیدارنوشچ در ارتباط بود. وی در سال ۱۹۸۴ میلادی توسط ۳ مأمور مخفی وزارت امور داخلی لهستان به قتل رسید. کلیسای کاتولیک وی را شهید نامید و در تاریخ ۶ ژوئن ۲۰۱۰ از سوی بندیکت شانزدهم بئاتیفیه اعلام شد.
وی همچنین برندهٔ جوایزی همچون نشان عقاب سپید (لهستان) شده‌است.

## برای مطالعهٔ بیشتر
- Moody, John; Boyes, Roger (1987). The Priest and the Policeman: The Courageous Life and Cruel Murder of Father Jerzy Popieluszko. New York: Summit Books. ISBN 0-671-61896-2.
- To Kill A Priest: The Murder of Father Popieluszko and the Fall of Communism by Kevin Ruane (London: Gibson Books, 2004), شابک ‎۹۷۸−۱−۹۰۳۹۳۳−۵۴−۱ / 1-903933-54-4.
- The Way of My Cross: Masses at Warsaw by Jerzy Popieluszko (Learning Innovations (1986)) شابک ‎۹۷۸−۰۸۹۵۲۶۸۰۶۸ / 089526806X